# Ranko Stojić
Ranko Stojić (cyr.: Paнкo Cтojић, ur. 18 stycznia 1959 w Bugojnie) – serbski piłkarz występujący na pozycji bramkarza. Reprezentant Jugosławii.

## Kariera klubowa
Stojić karierę rozpoczynał w sezonie 1976/1977 w drugoligowej Iskrze Bugojno. W 1979 roku przeszedł do pierwszoligowego Partizana. W sezonie 1982/1983 wywalczył z nim mistrzostwo Jugosławii, a w sezonie 1983/1984 wicemistrzostwo Jugosławii. W 1984 roku odszedł do innego pierwszoligowca, Dinama Zagrzeb. Jego barwy reprezentował przez trzy sezony.
W 1987 roku Stojić przeszedł do belgijskiego RFC Liège. W sezonie 1988/1989 zajął z nim 3. miejsce w pierwszej lidze belgijskiej. W 1989 roku odszedł do Anderlechtu, gdzie spędził sezon 1989/1990, jednak nie rozegrał żadnego spotkania. Następnie występował w RSC Charleroi, a w 1992 roku został graczem drugoligowego RFC Seraing. W sezonie 1992/1993 awansował z nim do pierwszej ligi, a w sezonie 1993/1994 wywalczył w niej 3. miejsce.
W 1994 roku Stojić wrócił do Charleroi, gdzie tym razem grał przez jeden sezon. Potem, przez dwa kolejne występował w Royal Antwerp FC, a w 1996 roku zakończył tam karierę.

## Kariera reprezentacyjna
W reprezentacji Jugosławii Stojić zadebiutował 12 września 1984 w przegranym 1:6 towarzyskim meczu ze Szkocją. W latach 1984–1986 w drużynie narodowej rozegrał 14 spotkań.